# (5511) Cloanthus
(5511) Cloanthus (1988 TH1) – planetoida z grupy trojańczyków okrążająca Słońce w ciągu 11,92 lat w średniej odległości 5,21 j.a. Odkryta 8 października 1988 roku.